# Stanisław Angełow
Stanisław Angełow (ur. 12 kwietnia 1978 w Sofii) – bułgarski piłkarz, grający na pozycji prawego obrońcy lub defensywnego pomocnika.

## Kariera sportowa
Jest wychowankiem CSKA Sofia, ale w jej barwach przez trzy sezony rozegrał zaledwie dwadzieścia jeden meczów. W wieku dwudziestu trzech lat przeniósł się do lokalnego rywala CSKA - Lewskiego Sofia, gdzie wkrótce awansował do pierwszego składu. W sezonie 2003–2004 stracił miejsce w jedenastce, ale szybko je odzyskał, kiedy do klubu przyszedł trener Stanimir Stoiłow, który następnie doprowadził zespół do ćwierćfinału Pucharu UEFA i pierwszego w historii startu w Lidze Mistrzów. Angełow ponadto zdobył z Lewskim trzykrotnie mistrzostwo i czterokrotnie Puchar kraju.
W maju 2007 roku podpisał trzyletni kontrakt w występującym w Bundeslidze Energie Cottbus. Chociaż w sezonie 2008–2009 podopiecznym Bojana Prašnikara nie udało się utrzymać w ekstraklasie, to Angełow pozostał w klubie. W 2010 roku odszedł do Steauy Bukareszt. W 2011 roku został piłkarzem cypryjskiego Anorthosisu Famagusta. W 2012 roku wrócił do Lewskiego. W 2014 roku zakończył karierę.
Na początku 2006 roku, za selekcjonerskiej kadencji Christo Stoiczkowa, zadebiutował w reprezentacji Bułgarii. Od tej pory regularnie występuje w pierwszej jedenastce drużyny walczącej najpierw o awans do Euro 2008, a potem do Mundialu 2010.

## Sukcesy piłkarskie
- mistrzostwo Bułgarii 2002, 2006 i 2007, Puchar Bułgarii 2002, 2003, 2005 i 2007, ćwierćfinał Pucharu UEFA 2005–2006 oraz start w Lidze Mistrzów 2006–2007 z Lewskim Sofia